# EM i curling 1984
Europamesterskabet i curling 1984 for herre- og kvindehold var det tiende EM i curling. Mesterskabet blev arrangeret af European Curling Council, og turneringen blev afviklet i Palais des Sports i Morzine, Frankrig i perioden 9. – 14. december 1984. Bådene mændenes og kvindernes mesterskab havde deltagelse af 14 hold, hvilket var en tangering af den hidtidige deltagerrekord.
Schweiz vandt mændenes europamesterskab for andet år i træk ved at besejre Skotland i finalen med 10-3. Det var schweizernes femte EM-titel for mænd – de fire første blev vundet i 1976, 1978, 1981 og 1983. Sølvmedaljerne gik som nævnt Skotland, mens bronzemedaljerne blev vundet af de forsvarende EM-sølvvindere fra Norge, som besejrede Vesttyskland med 9-1 i bronzekampen. Danmark blev repræsenteret af et hold bestående af Frants Gufler, Hans Gufler, Michael Sindt og Steen Hansen, som endte på sjettepladsen for andet år i træk.
Vesttysklands hold med Almut Hege som kaptajn vandt for første gang EM-titlen for kvinder ved at besejre de forsvarende mestre fra Sverige med 8-2 i finalen. Vesttysklands bedste EM-placering for kvinder indtil da var tredjepladsen i 1980. Sølvmedaljerne gik som nævnt til Sverige, som dermed vandt EM-medaljer for fjerde år i træk. Bronzemedaljerne blev for tredje år i træk vundet af Schweiz, som besejrede Italien med 8-6 i bronzekampen. Danmark blev repræsenteret af et hold fra Hvidovre Curling Club bestående af Helena Blach, Jette Olsen, Malene Krause og Lone Kristoffersen, som endte på femtepladsen.

## Mænd
De fjorten hold var opdelt i to grupper, hvor de syv hold mødtes alle-mod-alle (round robin-kampe), hvilket gav seks kampe til hvert hold. Vinderne og toerne af de to grupper gik videre til semifinalerne, mens de øvrige hold i gruppen spillede placeringskampe om de sekundære placeringer.
Værtslandet Schweiz' hold med Peter Attinger som kaptajn vandt europamesterskabet ved at besejre Norge i finalen med 11-2. Det var schweizernes anden EM-titel i træk for mænd og den femte i alt – de fire første blev vundet i 1976, 1978, 1981 og 1983. Sølvmedaljerne gik som nævnt Skotland, mens bronzemedaljerne blev vundet af de forsvarende EM-sølvvindere fra Norge, som besejrede Vesttyskland med 9-1 i bronzekampen. Danmark blev repræsenteret af et hold bestående af Frants Gufler, Hans Gufler, Michael Sindt og Steen Hansen, som endte på sjettepladsen for andet år i træk.

### Grundspil

#### Gruppe A
| Draw                    | Kamp                    | Res.  | Kamp                   | Res.  | Kamp                   | Res.  |
| ----------------------- | ----------------------- | ----- | ---------------------- | ----- | ---------------------- | ----- |
| 1                       | Italien - Østrig        | 16-20 | Schweiz – Vesttyskland | 11-70 | England – Frankrig     | 9-8   |
| 2                       | Vesttyskland – Sverige  | 9-2   | England – Italien      | 9-5   | Schweiz – Frankrig     | 14-40 |
| 3                       | Vesttyskland – Frankrig | 9-2   | Schweiz – Østrig       | 9-4   | Sverige – Italien      | 8-4   |
| 4                       | Sverige – Schweiz       | 8-2   | Frankrig – Østrig      | 5-3   | Vesttyskland – England | 10-50 |
| 5                       | England – Schweiz       | 10-90 | Vesttyskland – Italien | 7-6   | Sverige – Østrig       | 7-5   |
| 6                       | Østrig – England        | 9-5   | Sverige – Frankrig     | 6-5   | Schweiz – Italien      | 11-60 |
| 7                       | Italien – Frankrig      | 6-1   | England – Sverige      | 6-5   | Vesttyskland – Østrig  | 7-5   |
| Tie-break om 2.-pladsen |                         |       |                        |       |                        |       |
| TB                      | Schweiz – Sverige       | 8-3   | Schweiz – England      | 10-20 |                        |       |

| Plac. | Hold         | Vundne | Tabte |
| ----- | ------------ | ------ | ----- |
| 1.    | Vesttyskland | 5      | 1     |
| 2.    | Schweiz      | 4      | 2     |
| 3.    | England      | 4      | 2     |
| 4.    | Sverige      | 4      | 2     |
| 5.    | Italien      | 2      | 4     |
| 6.    | Frankrig     | 1      | 5     |
| 7.    | Østrig       | 1      | 5     |

#### Gruppe B
| Draw | Kamp               | Res.  | Kamp                  | Res.  | Kamp                 | Res.  |
| ---- | ------------------ | ----- | --------------------- | ----- | -------------------- | ----- |
| 1    | Wales - Finland    | 6-5   | Norge - Danmark       | 8-2   | Holland - Luxembourg | 5-4   |
| 2    | Skotland - Danmark | 11-90 | Finland – Luxembourg  | 8-6   | Norge – Holland      | 11-50 |
| 3    | Danmark – Holland  | 10-30 | Norge – Wales         | 14-30 | Skotland – Finland   | 9-2   |
| 4    | Norge – Skotland   | 5-4   | Holland – Wales       | 13-40 | Danmark – Luxembourg | 9-3   |
| 5    | Norge – Luxembourg | 14-60 | Danmark – Finland     | 8-4   | Skotland – Wales     | 8-2   |
| 6    | Luxembourg – Wales | 8-7   | Skotland – Holland    | 6-3   | Norge – Finland      | 9-4   |
| 7    | Finland – Holland  | 12-60 | Skotland – Luxembourg | 9-4   | Danmark – Wales      | 10-00 |

| Plac. | Hold       | Vundne | Tabte |
| ----- | ---------- | ------ | ----- |
| 1.    | Norge      | 6      | 0     |
| 2.    | Skotland   | 5      | 1     |
| 3.    | Danmark    | 4      | 2     |
| 4.    | Finland    | 2      | 4     |
| 5.    | Holland    | 2      | 4     |
| 6.    | Luxembourg | 1      | 5     |
| 7.    | Wales      | 1      | 5     |

### Slutspil og placeringskampe
| Dato                | Kamp                  | Res.                |
| Kamp om 13.-pladsen | Kamp om 13.-pladsen   | Kamp om 13.-pladsen |
| ------------------- | --------------------- | ------------------- |
| ?                   | Wales - Østrig        | 7-2                 |
| Kamp om 11.-pladsen |                       |                     |
| ?                   | Frankrig - Luxembourg | 7-5                 |
| Kamp om 9.-pladsen  |                       |                     |
| ?                   | Italien - Holland     | 11-30               |
| Kamp om 7.-pladsen  |                       |                     |
| ?                   | Sverige – Finland     | 7-4                 |
| Kamp om 5.-pladsen  |                       |                     |
| ?                   | England – Danmark     | 9-7                 |

| Dato        | Kamp                    | Res.        |
| Semifinaler | Semifinaler             | Semifinaler |
| ----------- | ----------------------- | ----------- |
| ?           | Schweiz - Norge         | 7-5         |
| ?           | Skotland - Vesttyskland | 6-3         |
| Bronzekamp  |                         |             |
| ?           | Norge - Vesttyskland    | 9-1         |
| Finale      |                         |             |
| ?           | Schweiz - Skotland      | 10-30       |

### Samlet rangering
| Plac.  | Hold         | 4 (skip)         | 3                  | 2               | 1               | Reserve        |
| ------ | ------------ | ---------------- | ------------------ | --------------- | --------------- | -------------- |
| Guld   | Schweiz      | Peter Attinger   | Bernhard Attinger  | Werner Attinger | Kurt Attinger   |                |
| Sølv   | Skotland     | Peter Wilson     | Norman Brown       | Hugh Aitken     | Roger McIntyre  |                |
| Bronze | Norge        | Kristian Sørum   | Morten Søgård      | Dagfinn Loen    | Morten Skaug    |                |
| 4.     | Vesttyskland | Keith Wendorf    | Andreas Sailer     | Sven Saile      | Uwe Saile       |                |
| 5.     | England      | Ronnie Brock     | John Brown         | Ian Coutts      | Bob Brown       |                |
| 6.     | Danmark      | Frants Gufler    | Hans Gufler        | Michael Sindt   | Steen Hansen    |                |
| 7.     | Sverige      | Per Carlsén      | Jan Strandlund     | Tommy Olin      | Olle Håkansson  |                |
| 8.     | Finland      | Kari Ryokas      | Tapio Juntunen     | Harri Lehtonen  | Klaus Jussila   | Seppo Tomminen |
| 9.     | Italien      | Andrea Pavani    | Franco Sovilla     | Giancarlo Valt  | Stefano Morona  |                |
| 10.    | Holland      | Wim Neeleman     | Robert v.d. Cammen | Gérard Verbeek  | Jheroen Tilman  |                |
| 11.    | Frankrig     | Maurice Mercier  | Thierry Mercier    | Jacques Jullien | Emile Pomi      |                |
| 12.    | Luxembourg   | Georges Schweich | Bill Bannerman     | Nico Schweich   | Denis Boulianne |                |
| 13.    | Wales        | John Hunt        | John Stone         | Scott Lyon      | Ray King        |                |
| 14.    | Østrig       | Pepi Gasteiger   | Günther Mochny     | Werner Jesacher | Thomas Novack   |                |

## Kvinder
De 14 hold var opdelt i to grupper, hvor de syv hold mødtes alle-mod-alle (round robin-kampe), hvilket gav seks kampe til hvert hold. Vinderne og toerne i de to grupper gik videre til semifinalerne, mens de øvrige hold i gruppen spillede placeringskampe om de sekundære placeringer.
Vesttysklands hold med Almut Hege som kaptajn vandt for første gang EM-titlen for kvinder ved at besejre de forsvarende mestre fra Sverige med 8-2 i finalen. Vesttysklands bedste EM-placering for kvinder indtil da var tredjepladsen i 1980. Sølvmedaljerne gik som nævnt til Sverige, som dermed vandt EM-medaljer for fjerde år i træk. Bronzemedaljerne blev for tredje år i træk vundet af Schweiz, som besejrede Italien med 8-6 i bronzekampen. Danmark blev repræsenteret af et hold fra Hvidovre Curling Club bestående af Helena Blach, Jette Olsen, Malene Krause og Lone Kristoffersen, som endte på femtepladsen.

### Grundspil

#### Gruppe A
| Draw | Kamp               | Res.  | Kamp               | Res.  | Kamp               | Res.  |
| ---- | ------------------ | ----- | ------------------ | ----- | ------------------ | ----- |
| 1    | Italien - England  | 10-10 | Sverige – Holland  | 10-30 | Danmark – Finland  | 11-30 |
| 2    | Holland – Skotland | 9-8   | Italien – Finland  | 10-70 | Sverige – Danmark  | 11-60 |
| 3    | Danmark – Holland  | 11-70 | Sverige – England  | 15-40 | Italien – Skotland | 8-7   |
| 4    | Sverige – Skotland | 6-5   | Danmark – England  | 13-40 | Holland – Finland  | 8-5   |
| 5    | Sverige – Finland  | 19-20 | Italien – Holland  | 7-2   | Skotland – England | 10-50 |
| 6    | England – Finland  | 8-6   | Danmark – Skotland | 8-6   | Sverige – Italien  | 8-2   |
| 7    | Italien – Danmark  | 7-6   | Skotland – Finland | 10-00 | England – Holland  | 12-30 |

| Plac. | Hold     | Vundne | Tabte |
| ----- | -------- | ------ | ----- |
| 1.    | Sverige  | 6      | 0     |
| 2.    | Italien  | 5      | 1     |
| 3.    | Danmark  | 4      | 2     |
| 4.    | England  | 2      | 4     |
| 5.    | Skotland | 2      | 4     |
| 6.    | Holland  | 2      | 4     |
| 7.    | Finland  | 0      | 6     |

#### Gruppe B
| Draw | Kamp                    | Res.  | Kamp                      | Res.  | Kamp                  | Res.  |
| ---- | ----------------------- | ----- | ------------------------- | ----- | --------------------- | ----- |
| 1    | Wales - Luxembourg      | 7-6   | Frankrig - Norge          | 10-90 | Vesttyskland – Østrig | 10-30 |
| 2    | Schweiz – Frankrig      | 10-50 | Østrig – Wales            | 8-3   | Vesttyskland – Norge  | 10-40 |
| 3    | Vesttyskland – Frankrig | 14-70 | Norge – Luxembourg        | 10-80 | Schweiz – Wales       | 12-40 |
| 4    | Schweiz – Norge         | 10-30 | Vesttyskland – Luxembourg | 12-50 | Frankrig – Østrig     | 9-8   |
| 5    | Østrig – Norge          | 9-5   | Frankrig – Wales          | 10-40 | Schweiz – Luxembourg  | 9-3   |
| 6    | Østrig – Luxembourg     | 9-6   | Vesttyskland – Schweiz    | 10-40 | Norge – Wales         | 12-30 |
| 7    | Vesttyskland – Wales    | 10-30 | Schweiz – Østrig          | 14-30 | Frankrig – Luxembourg | 7-6   |

| Plac. | Hold         | Vundne | Tabte |
| ----- | ------------ | ------ | ----- |
| 1.    | Vesttyskland | 6      | 0     |
| 2.    | Schweiz      | 5      | 1     |
| 3.    | Frankrig     | 4      | 2     |
| 4.    | Østrig       | 3      | 3     |
| 5.    | Norge        | 2      | 4     |
| 6.    | Wales        | 1      | 5     |
| 7.    | Luxembourg   | 0      | 6     |

### Slutspil og placeringskampe
| Dato                | Kamp                 | Res.                |
| Kamp om 13.-pladsen | Kamp om 13.-pladsen  | Kamp om 13.-pladsen |
| ------------------- | -------------------- | ------------------- |
| ?                   | Luxembourg - Finland | 8-1                 |
| Kamp om 11.-pladsen |                      |                     |
| ?                   | Wales - Holland      | 13-80               |
| Kamp om 9.-pladsen  |                      |                     |
| ?                   | Norge – Skotland     | 11-50               |
| Kamp om 7.-pladsen  |                      |                     |
| ?                   | Østrig – England     | 10-80               |
| Kamp om 5.-pladsen  |                      |                     |
| ?                   | Danmark – Frankrig   | 12-50               |

| Dato        | Kamp                   | Res.        |
| Semifinaler | Semifinaler            | Semifinaler |
| ----------- | ---------------------- | ----------- |
| ?           | Sverige - Schweiz      | 8-6         |
| ?           | Vesttyskland - Italien | 10-30       |
| Bronzekamp  |                        |             |
| ?           | Schweiz – Italien      | 8-6         |
| Finale      |                        |             |
| ?           | Vesttyskland – Sverige | 8-2         |

### Samlet rangering
| Plac.  | Hold         | 4 (skip)            | 3                 | 2                | 1                  |
| ------ | ------------ | ------------------- | ----------------- | ---------------- | ------------------ |
| Guld   | Vesttyskland | Almut Hege          | Joséfine Einsle   | Susanne Koch     | Petra Tschetsch    |
| Sølv   | Sverige      | Anette Norberg      | Sofie Marmont     | Anna Rindeskog   | Louise Marmont     |
| Bronze | Schweiz      | Iréne Bürgi         | Isabelle Köpfli   | Evi Attinger     | Birgitte Kienast   |
| 4.     | Italien      | Maria G. Costantini | Thea Valt         | Nella Alvera     | Angela Costantini  |
| 5.     | Danmark      | Helena Blach        | Jette Olsen       | Malene Krause    | Lone Kristoffersen |
| 6.     | Frankrig     | Huguette Jullien    | Andrée Dupont-Roc | Paulette Sulpice | Monique Tournier   |
| 7.     | Østrig       | Traudl Koudelka     | Christl Nagele    | Ingrid Marker    | Veronika Holzl     |
| 8.     | England      | Gwen French         | Jean Picken       | Mary-Lou Finlay  | Doris Vickers      |
| 9.     | Norge        | Anne Jøtun Bakke    | Hilde Jøtun       | Rikke Ramsfjell  | Bille Skjerpen     |
| 10.    | Skotland     | Betty Eddie         | Kathleen Clark    | Liz MacLaren     | Rose-Mary Griffin  |
| 11.    | Wales        | Elizabeth Hunt      | Helen Lyon        | Anne Stone       | Jean Robinson      |
| 12.    | Holland      | Laura van Imhoff    | Gerrie Veening    | Hanneke Veening  | Jenny Bovenschen   |
| 13.    | Luxembourg   | Lilly Schweich      | M. van den Houten | Pat Bannerman    | Marie Gerritzen    |
| 14.    | Finland      | Pirkko Haataja      | Salme Palm        | Leena Räsänen    | Maija Pekaristo    |